# Gmina Władysławowo
Die Gmina Władysławowo [vwadɨ'swavɔvɔ] ist eine Stadt-und-Land-Gemeinde im Powiat Pucki der Woiwodschaft Pommern in Polen. Ihr Sitz ist die gleichnamige Stadt (früher Wielka Wies; kaschubisch Wiôlgô Wies; deutsch Großendorf) mit etwa 10.000 Einwohnern.

## Geographie
Die Stadt liegt am Fuß der Halbinsel Hel (Hela), acht Kilometer nördlich von Puck (Putzig) an der Ostsee. Das westliche Viertel der Halbinsel Hel ist Gemeindegebiet. Jastrzębia Góra (Habichtsberg) liegt auf einer 33 m hohe Steilküste über der Ostsee und ist der nördlichste Punkt Polens, bis zur Neuvermessung galt das Kap Rozewie (Rixthöft) als dieser Punkt.

## Geschichte
Die 1952 gebildete Landgemeinde wurde am 30. Juni 1963 zur Stadt erhoben. Zum 1. Januar 2015 wurden einige der Orte aufgewertet und die Stadtgemeinde Władysławowo zur Stadt-und-Land-Gemeinde erhoben.

### Partnergemeinden
- Allinge-Gudhjem, Dänemark
- Lamstedt, Deutschland, seit 1992.

## Gliederung
Die Stadt-und-Land-Gemeinde Władysławowo umfasst ein Gebiet von 38,4 Quadratkilometern mit mehr als 15.000 Einwohnern. Dazu gehören neben der namensgebenden Stadt folgende Ortschaften:
| Polnischer Name | Kaschubischer Name | Deutscher Name                |
| --------------- | ------------------ | ----------------------------- |
| Chałupy         | Chalëpë            | Ceynowa (1942–45 Ziegenhagen) |
| Chłapowo        | Chłapòwò           | Chlapau (1942–45 Klappau)     |
| Jastrzębia Góra | Pilece             | Habichtsberg                  |
| Karwia          | Karwiò             | Karwen                        |
| Ostrowo         | Òstrowò            | Ostrau                        |
| Rozewie         | Blëza              | Rixhöft                       |
| Tupadły         |                    | Tupadel (1942–45 Rixfelde)    |

Władysławowo gliedert sich in die Stadtbezirke: Śródmieście (Innenstadt), Cetniewo (Cétniéwò/Cettnau), Hallerowo, Szotland und Żwirowa. – Poczernino (Pòczerznino/Hohensee; bis 1873 dt. Podczarnin) gehört zum Bezirk Cetniewo. Sosnowo (Sòsnòwò/Lindenthal) war ein Wohnplatz in Großendorf.